# Odontobracon oemeovorus
Odontobracon oemeovorus är en stekelart som beskrevs av Sievert Allen Rohwer 1917. Odontobracon oemeovorus ingår i släktet Odontobracon och familjen bracksteklar. Inga underarter finns listade i Catalogue of Life.